# 肥大细胞
肥大細胞（mast cell），發育源於骨髓CD34+前體細胞，是連接神經系統和免疫系統的橋梁，因為靠近周圍神經末梢而很早就可以感受神經纖維的活動。肥大細胞激活後，可以釋放炎症因子並募集免疫細胞。囓齒動物的肥大細胞可分兩種，黏膜肥大細胞（mucosal mast cell）與結締組織肥大細胞（connective tissue mast cell），其中黏膜肥大細胞必須依賴T細胞才能增殖。肥大細胞類似嗜鹼性球，皆含有肝素（heparin）、組織胺、SRS-A及ECF-A。當肥大細胞受到過敏原的刺激時，就會發生脫顆粒作用。

## 分類
肥大細胞主要分為T亞型 (MCTs) 和TC亞型 (MCTCs) 兩大類。MCTs僅含有類胰蛋白酶，分泌白細胞介素 IL-4和IL-5，主要分布在黏膜組織中，是肺部主要的肥大細胞類型，肺部的MCTs分布於肺泡、氣道上皮和黏膜下。MCTCs含有類胰蛋白酶和類糜蛋白酶，只會分泌IL-4，而不會分泌IL-5。MCTCs主要分布在結締組織中，肺部亦有分布，且集中在固有膜和黏膜下的上皮組織中。

## 結構

肥大細胞

肥大細胞與血液中的嗜鹼性球非常相似。兩者都是含有組織胺和抗凝劑肝素的顆粒細胞，惟嗜鹼性球核呈葉狀，而肥大細胞核則呈圓形或橢圓形。免疫球蛋白E（IgE）的FcεRI受體會與肥大細胞和嗜鹼性粒細胞結合。當IgE的互補位與抗原結合時，它會導致細胞釋放組織胺和其他炎症介質。此外，它們分享一個在骨髓中的共有前體，以CD34分子形式表達。嗜鹼性球離開骨髓時已經成熟，而肥大細胞則以不成熟的形式循環，並且僅在組織部位成熟一次。肥大細胞未成熟的位置可能決定了它的精確特徵。老鼠肥大細胞群的首次體外分化和生長是使用含刀豆蛋白A刺激的脾細胞的培養基。
後來發現，作為T細胞來源的白细胞介素-3是在培養基中出現的成分，並且是肥大細胞分化和生長所必需的條件。肥大細胞存在於大多數位於血管和神經周圍的組織中，並且在外部世界和內環境（例如皮膚，肺粘膜和消化道以及口腔）之間的邊界附近尤為突出。

### 分泌介質
肥大細胞會分泌生命所必需的胺類( 組織胺及5-羥色胺)；幾種絲氨酸蛋白酶 (類胰蛋白酶-α, -βⅠ, -βⅡ, -βⅢ、糜酶-1、組織蛋白酶G、顆粒酶B及羧肽酶A3) ；溶酶體酶 (b-葡萄糖醛酸酶、b-氨基己糖苷酶及芳香基硫酸酯酶) ，還有一些細胞因子 (TNF、bFGF、IL-4及SCF等) ，以及蛋白聚糖 (肝素、硫酸軟骨素) 等多種生物活性物質。

## 功能

### 主要功能

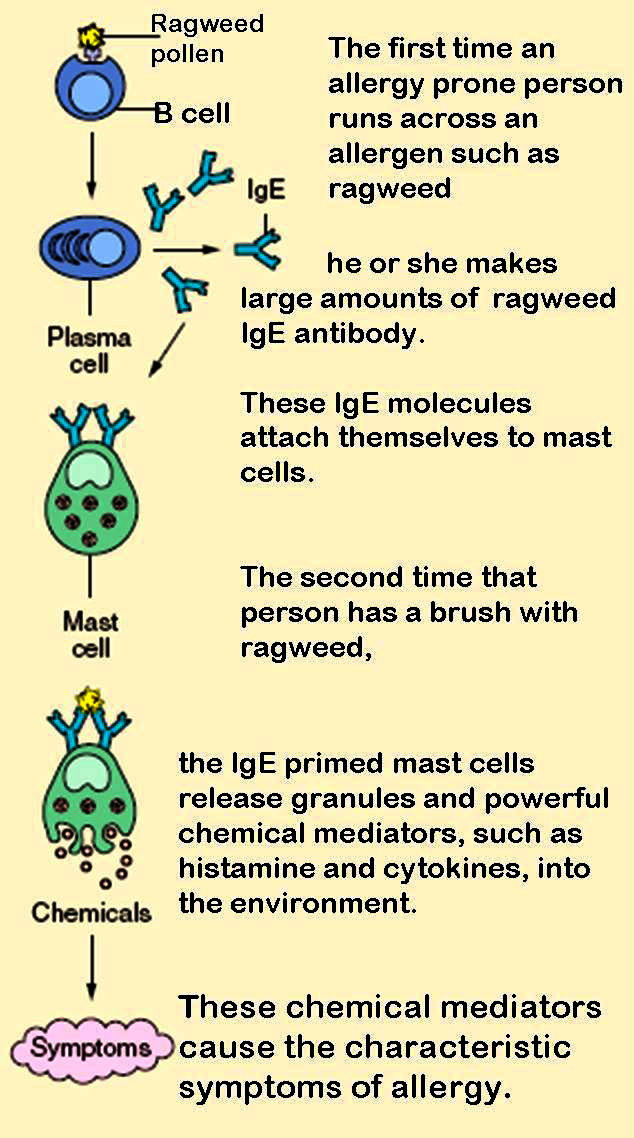
肥大細胞在過敏反應發生發展中的角色

肥大細胞主要通過分泌細胞因子和生物活性物質來誘導成纖維細胞的增殖、遷徙和及收縮，並且以合成分泌膠原蛋白等方式，參與組織及器官的纖維化進程，如乙型轉化生長因子促進肌纖維母細胞和細胞外基質的合成、 IL-13上調巨噬細胞中精氨酸酶的活性，促進L-鳥氨酸的合成，促進成纖維細胞增殖和纖維。

### 其他功能

#### 與消化道的關係
在消化道中，粘膜的肥大細胞緊鄰着感覺神經纖維，使它們雙向通信。當這些肥大細胞進行去顆粒化時，就會釋放可以增加傷害感受器（即TRPV1）膜表達的介質組織胺和血清素等。這些介質藉着它們的受體（分別為HRH1，HRH2， HRH3，PAR2、5-HT3），進而導致神經源性炎症及內臟的超敏性等。

#### 與心臟重塑的關係
肥大細胞在誘導心臟重塑的過程中發揮雙重作用，既可以刺激膠原蛋白合成導致纖維化，也可以誘導基質金屬酶 (MMPs) 活化，使膠原降解，最終導致心室擴張。

## 病理學

### 肥大細胞增生症
肥大細胞增生症是以肥大細胞在多種組織或器官內增生為特徵的一組慢性疾病，從出生到成人均可發病，臨床表現複雜。其中以皮膚肥大細胞增生症 (cutaneous mastocytosis) 最為常見。

### 與腫瘤的關係
研究發現，在腫瘤發生時期，肥大細胞是最先被募集到腫瘤附近的免疫細胞之一，在腫瘤的不同時期肥大細胞富集程度具有明顯的變化。肥大細胞受到刺激時能夠釋放多種活性分子、趨化因子和細胞因子。部分實驗結果亦表明，肥大細胞能夠抑制MMP2和MMP9表達，這可能是肥大細胞抑制腫瘤轉移發揮抗腫瘤的其中一個機制。

## 心理學

### 與抑鬱和焦慮的關係
根據臨床觀察顯示，抑鬱與焦慮均與肥大細胞具有一定的相關性。這主要是因為抑鬱與焦慮屬於不良心理的刺激，因而引起肥大細胞活化趨勢也是一致的。但是肥大細胞中的何種介質導致了這一結果的形成及神經調節的具體通路尚待進一步的研究。

## 相關項目
- 組織學
- 細胞生物學
- 免疫學
- 過敏／免疫

## 外部連結
- 醫學主題詞表（MeSH）：Mast+cells